# Boris Ghelman
Boris Ghelman (în rusă Борис Гельман; n. 22 august 1935, Ungheni, Iași, România – d. 14 septembrie 2021) a fost un jurnalist, scriitor și publicist rus, evreu născut in Basarabia, editor al ziarului Pазсвѣтъ („Răsărit”) al comunității evreiești din Sevastopol. A fost distins cu titlul „Lucrător emerit” al culturii din Ucraina.

## Biografie
S-a născut în târgul Ungheni (acum oraș și centrul raional din Republica Moldova) din județul Iași, Basarabia, (România interbelică). A fost redactor adjunct al ziarului За Родину („Pentru Patria-mamă”) al bazei navale Novaia Zemlea a Marinei sovietice (1969-1972). Ulterior, șef al departamentului de cultură al ziarului Flotei Mării Negre Флаг Родины („Steagul Patriei”, 1983-1986).